# André Trochut
André Trochut (Chermignac, 6 ottobre 1931 – Geay, 4 agosto 1996) è stato un ciclista su strada francese.
Professionista tra il 1956 e il 1963, vinse una tappa al Tour de France.

## Carriera
Da professionista vinse il Prix de la Saint-Jean a La Couronne nel 1956, una tappa al Tour de l'Aude e la tappa di Metz al Tour de France nel 1957, oltre ad alcuni critérium in Francia. Partecipò a un'edizione del Tour de France e una della Vuelta a España.

## Palmarès
- 1956 (Essor-Leroux, una vittoria)

Prix de la Saint-Jean (La Couronne)
- 1957 (Essor-Leroux, due vittorie)

2ª tappa, 1ª semitappa Tour de l'Aude (Mirepoix > Castelnaudary, cronometro)
6ª tappa Tour de France (Charleroi > Metz)

### Altri successi
- 1958

Criterium di Gourin
Criterium di Le Guâ
- 1959

Criterium di Castillon-la-Bataille
Criterium di Lagnon
- 1968

Criterium di Saint-Aigulin

## Piazzamenti

### Grandi Giri
- Tour de France

1957: ritirato (13ª tappa)
- Vuelta a España

1958: ritirato (14ª tappa)